# Muanis Sinanović
Muanis Sinanović slovenski pesnik, pisatelj in kritik; * 16. junij 1989, Novo mesto.
Sinanović je avtor romana ter štirih zbirk pesmi v slovenščini in ene dvojezične zbirke. Sodeluje v kulturni redakciji Radia Študent. Bil je ustanovni član IDS, na lokalnih volitvah leta 2014 je tudi kandidiral v volilnem okraju 3 v Celju. Prejel je Stritarjevo nagrado za literarno kritiko (2022).

## Dela
- Beat v svetu (proza, esej) (2021, LUD Šerpa) (COBISS)
- Krhke karavane (2020, LUD Literatura) (COBISS)
- Anastrofa (2017, Litera) (COBISS)
- Izohipse (2016, Srbski kulturni center Danilo Kiš) (COBISS)
- Dvovid (2016, Litera) (COBISS)
- Pesmi (2014, KUD France Prešeren) (COBISS)
- Štafeta okoli mestne smreke  (2011, KUD France Prešeren) (COBISS)
- Vse luči (fikcijski esej) (2024, Beletrina)
- Razmerja moči: kulturnokritični eseji (2025, LUD Literatura)

## Nagrade
- Nagrada za prvenec na Slovenskem knjižnem sejmu (2012)
- Nagrada kritiško sito Društva slovenskih literarnih kritikov za zbirko Krhke karavane (2021)
- Stritarjeva nagrada za literarno kritiko (2022)